# 维多利亚海滩

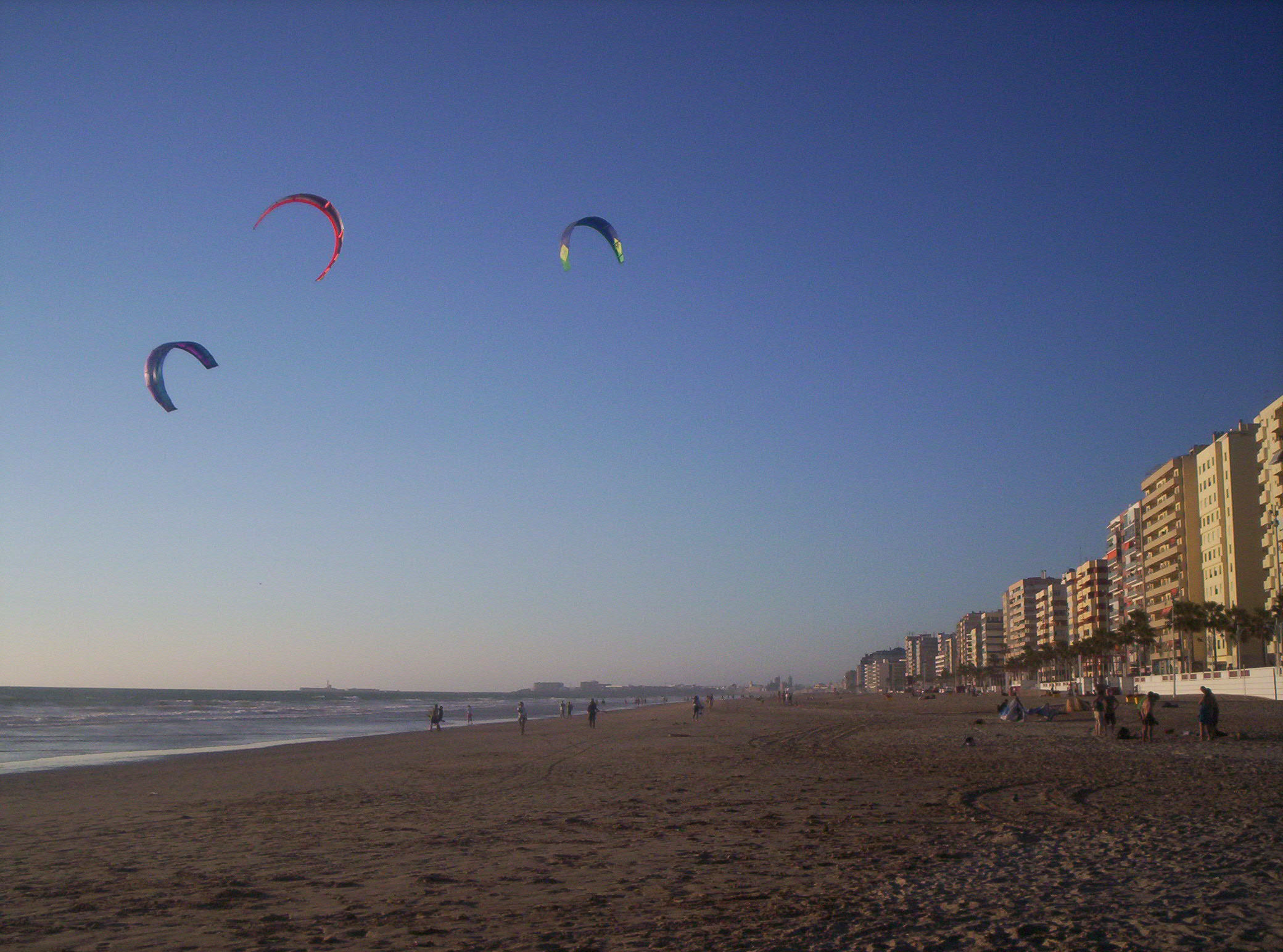

维多利亚海滩(西班牙語：Playa de la Victoria）是一个城市海滩，位于西班牙加的斯城墙外的阳光海岸（Costa de la Luz），沿大西洋海岸长约3公里，宽约200米。它被认为是欧洲最好的城市海滩， 从1987年到2011年都被评为蓝旗海滩。 它也是西班牙第一个拥有环境管理和旅游质量Q认证的海滩。。